# Christian Reck
Christian Reck (* 16. November 1987 in Elsterwerda) ist ein deutscher Politiker (AfD). Er zog als Gewinner des Wahlkreises 154 Meißen als Direktkandidat in den 21. Deutschen Bundestag ein.
Reck ist seit 2015 Mitglied der AfD. Er wurde in den Kreistag des Landkreises Meißen gewählt, wo er Fraktionsvorsitzender ist. Zudem war er parlamentarischer Berater der AfD-Fraktion im Sächsischen Landtag. Er kandidierte mehrfach für das Bürgermeisteramt, 2017 und 2022 in Ebersbach sowie 2022 auch in Schönfeld.
Reck stammt aus dem Gröditzer Ortsteil Nauwalde. Er absolvierte eine Ausbildung zum Kaufmann für Groß- und Außenhandel und ein nebenberufliches Studium in Wirtschaftswissenschaften und Verwaltungsrecht.